# 1626 az irodalomban
Az 1626. év az irodalomban.

## Publikációk
- Káldi György fordítása: Szent Biblia. Az Egész Keresztyénségben bévött Régi Deák bötűből. Magyarra fordította. A Iesus alatt Vitézkedő Társaság-béli Nagy-Szombati Káldi György Pap (Bécs). Az első teljes katolikus magyar nyelvű Biblia.
- Francisco de Quevedo pikareszk regénye: Historia de la vida del Buscón, Ilamado don Pablos (Egy Don Pablos nevű csavargó élettörténete).

## Születések
- február 5.  – Madame de Sévigné, levelezéséről híres francia írónő († 1696)
- február 18. – Francesco Redi itáliai természettudós, biológus és költő († 1697)
- március 2. – Haller János erdélyi politikus, író († 1697)
- március 12. – John Aubrey angol író és régiségkutató († 1697)

## Halálozások
- április 9. – Francis Bacon brit filozófus, államférfi, író (* 1561)